# Siparuna decipiens
Siparuna decipiens là một loài thực vật có hoa trong họ Siparunaceae. Loài này được (Tul.) A.DC. miêu tả khoa học đầu tiên năm 1868.